# Automa Ashes
Automa Ashes è il nono album di Deca, pubblicato nel 2010 dalla Videoradio in co-edizione con RaiTrade.

## L'album
Il nono album in studio per Deca rappresenta un punto d'arrivo rilevante sul piano editoriale in quanto è stato il primo pubblicato sotto l'egida di una major (RaiTrade); ma anche un capitolo importante sul piano artistico per le valenze tecniche e compositive globali dell'opera, frutto di un lungo lavoro basato su vari procedimenti di produzione dei suoni e di registrazione. Raccolti consensi ora entusiasti, ora tiepidi alla sua uscita, col passare del tempo Automa Ashes ha poi maturato i suoi punti di forza esercitando un fascino progressivo sugli amanti del genere, grazie alle atmosfere estremamente inquietanti e cosmiche delle sue tracce. Vari siti dedicati alla catalogazione e valutazione dei dischi lo annoverano attualmente tra i lavori di Deca migliori in assoluto

## Il processo compositivo
Il progetto di Automa Ashes si basava sull'idea di creare un'opera che tirasse le somme di venticinque anni di attività discografica, inglobando in modo stratificato dentro a nuove composizioni frammenti e richiami relativi a tutta la musica scritta precedentemente. Deca aveva un'ossatura principale su cui creare le nuove tracce, lavorando in modo molto musicale con pianoforte, organo e tastiere varie. Su questa ossatura di temi andava poi ad innestare elaborazioni – talora anche molto complesse – di porzioni di vecchi brani, che andavano da semplici e brevi suoni a interi passaggi della durata di parecchi secondi. Il titolo stesso dell'album suggerisce questo concept particolare, che non prende spunto da un tema narrativo bensì dalla modalità compositiva e da suggestioni legate agli elementi e all'alchimia; dove le ceneri rappresentano il residuo tangibile di tutto ciò che il tempo ha trasformato e comunque conservato. E nello stesso modo si evince dai titoli delle singole tracce un sottofondo enigmistico che rimescola parole e concetti in una sorta di alchimia verbale.
A proposito di questo, Deca stesso dichiara: 
Nei tredici brani di Automa Ashes l'orecchio attento di un conoscitore della discografia di Deca può individuare ed isolare svariate autocitazioni dai dischi precedenti, a partire dall'album di esordio "Alkaid" fino ad "Aracnis Radiarum". Talvolta queste porzioni sono filtrate e rielaborate a tal punto da mescolarsi a tutto il resto in maniera mimetica, quindi molto difficili da identificare. D'altronde la volontà espressa dell'autore non era tanto quella di dar vita ad un collage dadaista autoreferenziale, quanto piuttosto quella di usare come in un procedimento alchemico della materia disponibile (i suoni, i frammenti musicali) per ottenere qualcosa di diverso. E nel risultato globale dell'ascolto, infatti, non si ha mai l'impressione del rifacimento, della rilettura, bensì quella di una somma di vibrazioni creative, evolutesi e sedimentate negli anni in modo interdipendente, in quanto generate dall'evoluzione del loro autore. Deca pone in modo esplicito l'accento su questo concetto con l'ultimo brano dell'opera, dal titolo speculare “Ashesehsa”, che è frutto della sovrapposizione simultanea degli altri dodici brani ad una velocità moltiplicata per quattro.

## La copertina
La copertina di Automa Ashes è probabilmente la più complessa ed artisticamente completa dell'intera discografia di Deca. Realizzata e perfezionata in un lunghissimo arco di tempo, utilizzando un set di immagini originali molto ampio, raffigura un paesaggio montuoso piuttosto arido disseminato di tralicci dell'alta tensione, in cui un uomo in nero, incappucciato, con le gambe in fiamme, è collegato attraverso un fascio di cavi ad un sintetizzatore sospeso nell'aria. Nelle parti interne della copertina e sul cd altre scene dalle atmosfere similari introducono ulteriori figure – come un monolite a tronco di piramide, un circuito stampato che brucia – e sottolineano la commistione di riferimenti ad energie ed elementi: terra, fuoco, aria, acqua, elettricità, vapore, ecc. La presenza dell'artista, che tradizionalmente è in qualche modo sempre presente nell'artwork dei suoi album, qui si manifesta sia nella sinistra figura incappucciata, sia in un piccolo ritratto chiaroscurale posto accanto ai credits e ai titoli dei brani. Rilevante, in questo caso, è però la presenza per la prima volta di uno strumento musicale; nella fattispecie quello che è lo strumento più significativo nel percorso creativo di Deca, ovvero il sintetizzatore e in particolare il sintetizzatore Roland D20, che a partire dalla fine degli anni '80 ha avuto un ruolo determinante nella realizzazione della sua musica e nel contraddistinguere il suo sound.

## Tracce
1. D5C1 - Transfer - 2.25
2. Arcanaut Paradox - 3.37
3. Technetus Atomicon - 3.03
4. Osmodes Enigma - 3.45
5. Taumash Estamau - 4.22
6. Antichrome Reset - 4.34
7. Autoash Automa - 3.41
8. Machina Ignota- 2.56
9. Sideral Tralix - 4.25
10. Ultranast Decode - 3.09
11. 4E3A - Report - 2.05
12. Sehsashes - 3.35
13. Ashesehsa - 3.00